# سیارک ۸۷۶۷
سیارک ۸۷۶۷ (به انگلیسی: 8767 Commontern، نامگذاری:1335T-2) هشت هزار و هفتصد و شصت و هفتمین سیارک کشف شده‌است که در ۲۹ سپتامبر ۱۹۷۳ کشف شد.
قدر مطلق سیارک برابر ۱۳٫۹۰ است.